# Alex Vesia
Alexander Victor Vesia (Alpine, California, 11 de abril de 1996), más conocido como Alex Vesia, es un jugador profesional estadounidense de béisbol que se desempeña en la posición de lanzador en Los Angeles Dodgers, equipo de las Grandes Ligas de Béisbol (MLB).

## Carrera
Vesia hizo su debut en la MLB con el equipo Miami Marlins, en el cual jugó una temporada (2020), después pasó a Los Angeles Dodgers, donde lleva jugando cuatro temporadas.